# 陈宏敏
陈宏敏（？—），男，汉族，中华人民共和国政治人物，现任中国共产党第二十届中央委员会候补委员，中央军委联合作战指挥中心成员，北京航天飞行控制中心主任。